# Joaquim Felício dos Santos
Joaquim Felício dos Santos (Serro, 01 de fevereiro de 1828 — Diamantina, 21 de outubro de 1895) foi professor, jurista, jornalista, historiador e político brasileiro. Em 1890, foi eleito o primeiro presidente do Senado Federal durante a República.
Iniciou seus estudos no colégio de Congonhas do Campo, Minas Gerais, e se formou na Faculdade de Direito de São Paulo. Na política, defendeu um mandato como deputado geral durante o Segundo Império (1864-1866), o qual não concluiu por protesto à negação de seus quereres políticos e outro como senador (1891-1895) já na República Velha. Dentre seus diversos trabalhos, encontra-se o Projeto do Código Civil Brasileiro de 1882.
Em 1860 tornou-se representante legal dos herdeiros de Chica da Silva no processo pela posse dos bens do contratador João Fernandes de Oliveira no Brasil. Pouco tempo depois, foi o primeiro escritor a relatar a história de Chica da Silva, através de seu livro Memórias do Distrito Diamantino, lançado em 1868.
Fundou em Diamantina, no ano de 1860, o primeiro jornal, "O Jequitinhonha", de tendência republicana de Minas Gerais, do qual foi editor até o ano de 1869. Dentre suas publicações periódicas, destacava-se a novela Páginas da história do Brasil, escrita no ano 2000, uma impiedosa sátira contra a monarquia e o imperador.
Seus restos mortais foram sepultados em Biribiri, distrito de Diamantina, em uma capela que hoje se encontra desativada.

## Obra
- Projeto do Código Civil Brasileiro e Comentário, Rio: Laemmert, 1884
- Memórias do Distrito Diamantino da Comarca do Serro Frio, 4ª edição, Belo Horizonte: Itatiaia, 1976